# Camillo Arcuri
Camillo Arcuri (Genova, 13 luglio 1930 – Genova, 22 agosto 2022) è stato un giornalista e scrittore italiano.

## Biografia
Inviato speciale per Il Giorno e successivamente del Corriere della Sera, collaborò anche con L'Espresso. A partire dal 1969 si interessò al caso del Golpe Borghese, incorrendo nella feroce censura del suo giornale. L'inchiesta, condotta attraverso complesse e pericolose trame politiche, vedrà la luce solo nel 2004, nel libro Colpo di Stato. Storia vera di una inchiesta censurata.
Si è spento a Genova il 22 agosto 2022, all'età di 92 anni.

## Opere
1. ↑   Genova, morto il giornalista Arcuri: in lutto anche la rivista "Gli Altri", su primocanale.it, 22 agosto 2022.

- La trasparenza invisibile, (1989 - Marietti)
- Colpo di Stato. Storia vera di una inchiesta censurata,  (2004), Biblioteca Universale Rizzoli, ISBN 881700247X
- Sragione di Stato, 2006, Biblioteca Universale Rizzoli
- L'altro fronte del porto, 2009, Mursia ISBN 9788842543077
- Il sangue degli Einstein italiani, 2015, Mursia
- Il trapianto negato – Quando il Palazzo entra in sala operatoria. Con effetti nefasti, 2017, De Ferrari, Genova
- Giulio Regeni. Ricatto di Stato, 2020, Castelvecchi